# Edson Álvarez Velázquez
Edson Omar Álvarez Velázquez (Tlalnepantla de Baz, Estat de Mèxic, 24 d'octubre de 1997) és un futbolista mexicà que juga com a defensa central o centrecampista defensiu per l'AFC Ajax. Va jugar en el Club Amèrica de la Primera Divisió de Mèxic. És jugador internacional absolut amb la Selecció de futbol de Mèxic.
El director tècnic Ricardo La Volpe va comparar la seva sortida defensiva a mitja de contenció amb la del futbolista alemany Franz Beckenbauer.